# Католичка црква
Католичка црква (лат. Ecclesia Catholica), позната и као Римска католичка црква (лат. Ecclesia Catholica Romana), односно Римокатоличка црква, најбројнија је хришћанска црква са око 1,3 милијарде крштених вјерника широм свијет према подацима из 2016. године. Као свјетска „најстарија непрекидно функционална међународна институција”, играла је кључну улогу у историји и развоју западне цивилизације. Цркву преводи римски бискуп, познатији као папа. Средишња управа Католичке цркве, Света столица, налази се у Ватикану, енклави у Риму, главном граду Италије.
Католичка теологија је заснована на Никејском симболу вјере. Католичка црква учи да је она једна, света, саборна и апостолска црква коју је основао Исус Христос, да су њени бискупи насљедници Христових апостола, а да је папа насљедник Светог Петра, коме је Христос повјерио примат. Она тврди да практикује првобитну хришћанску вјеру, држећи се принципа непогрјешивости, који се преноси кроз свето предање. Латинска црква, двадесет три Источне католичке цркве и институти, као што су просјачки и затворени црквени редови, одржавају различите теолошке и духовне нагласке у цркви.
Од свих седам сакрамената, евхаристија је главни, а литургијски се прославља у миси. Црква учи да свештениковом консекрацијом хљеб и вино постају тијело и крв Христова. Марија, Исусова мајке, се у Католичкој цркви поштује као мајка Божија и краљица Небеска. Учења Католичка цркве обухватају посвјећење кроз вјеру и евангелизацију Јеванђеља, као и католичко социјално учење, које наглашава добровољну помоћ болеснима, сиромашнима и угроженима кроз духовна и тјелесна дјела милосрђа. Католичка црква је највећа невладина организација која пружа образовање и здравствену заштиту на свијету.
Католичка црква је утицала на западну филозофију, културу, науку и умјетност. Католици дјелују широм свијета, кроз мисије, дијаспору и конверзију. Од 20. вијека већина живи на јужној земљиној хемисфери због секуларизације у Европи и повећаног прогона на Блиском истоку.
Католичка црква је била у литургијској заједници са Православном црквом све до Великог раскола 1054. године, који се десио због католичког учења о двоструком исхођењу Светог духа од Оца и Сина (филиокве), као и са Древноисточним црквама до Халкидонског раскола 451. године због разлика у христологији. Реформација у 16. вијеку довела је до одвајања протестантизма.
Од краја 20. вијека, Католичка црква је на мети критика због своје доктрине о сексуалности, одбијању да ординира жене, као и због поступања у случајевима сексуалног злостављања у које је укључено свештенство.

## Назив
Приликом означавања ове цркве, најчешће се сусрећу три термина: Католичка црква, односно Римска католичка црква или Римокатоличка црква. Сва три назива могу се користити као синоними, али могу имати и различито значење, зависно од контекста у коме се користе.
Према Катихизису Католичке цркве (лат. Catechismus Catholicae Ecclesiae), њен службени назив је Католичка црква. Она обухвата све вјернике који се налазе под духовним ауторитетом римског папе. Католичка црква се, према унутрашњој организацији, састоји од Латинске католичке цркве и 23 источне католичке цркве. Свака од њих има своје посебно организационо устројство и литургијску традицију. Појам Римокатоличка црква, када се жели истакнути као различит од појма Католичка црква, најчешће се користи ради означавања Латинске католичке цркве.
Постепено одустајање од употребе римске одреднице у називу Католичке цркве последица је њене тежње ка универзалности, као и спознаје о неодрживости ранијег традиционалног позивања на Рим као темељ цркве, што се никако није могло довести у склад са Новим заветом који сведочи да је Исус Христ темељ цркве положио у Јерусалиму.

## Историја
Католичка црква сматра сву историју древне Цркве, која је постојала до Великог раскола (1054), као своју историју, а ту историју сматрају својом и православне цркве. Иако се по многим новоусвојеним догмама (догма о двоструком исхођењу Светог духа (Filioque), догма о безгрешном зачећу Богородице, догма о папској непогрешивости и друге) разликује од древне Римске цркве, савремена Католичка црква и инсистира на континуитету са некадашњом правоверном Римском црквом.
Историјски развој Католичке цркве се може поделити на главне периоде:
- Патристички;
- Средњовјековни или схоластички;
- Контрареформацијски;
- Реакције против модернизма;
- Консолидовања ултрамонтанизма;
- Екуменизам;

### Рана историја
Класични црквени оци на хришћанском западу су:
- Амброзије Милански (339—397),
- Јероним Стридонски (350—420), који је превео Библију на латински језик (превод познат под називом Вулгата) и написао спис О чувеним мужевима;
- Августин из Тагасте, епископ хипонски (354—430), који је написао Исповести (између 397—401), О Тројици, О Држави Божијој, De doctrina Christiana, итд.;
- папа Папа Гргур I (+604), који је оставио Римски патерик (познат и као Дијалози, због чега је сам папа у Источној цркви добио надимак Дијалог/Двојеслов/Сабеседник), Moralia in Job (тумачење на књигу Јова) и Regula pastoralis (Пастирска упутства);
- Западна патристика се закључује са Исидором Севиљским (+636).

У црквене оце на хришћанском западу укључују се и други познати писци:
- Иринеј Лионски, епископ лионски (+ око 202), пореклом из Мале Азије, ученик Светог Поликарпа Смирнског, који познаваше Светог Апостола Јована (у Adversus haereses он прави списак епископа Рима, претпостављајући да је Свети Апостол Петар био први), писац дела Откривење и одбацивање лажне гносе, написаног против гностичких јереси;
- Иполит Римски, пострадао мученички 235. године, написао је Аиостолску Традицију;
- Тертулијан Картагински (од 155. па до 220), први хришћански латински писац, аутор многих полемичких и апологетских списа: Apologeticum, Против јереси (око 200), Contras Praxeas, Contra Macionum, De anima;
- Минуције Феликс из Нумидије (Octavius);
- Кипријан Картагински (+258), мученик и угледни епископ Цркве у Африци, писац многих пастирских писама и дела о јединству Цркве;
- Лактанције, који је написао Божанске установе (304—314);
- егзегета Руфин Аквилејски (+410);
- Иларије Поатијески (око 315—367), аутор дела о Тројици;
- Папа Лав I (+461), који је допринео формирању халкидонске христолошке догме (451).

У овом периоду држи се и Картагински Сабор (411), под папом Инокентијем I, који је осудио пелагијанство.

#### Развој теорије понтификалне моћи
После ране хришћанске епохе, једна од главних брига западне цркве (из које се развио католицизам) била је да историјским и теолошким доказима формулише теорију понтификалне моћи, универзалне јурисдикције епископа Рима. Док папа Григорије Велики (590—604) ствара концепцију о папској власти, тј. теократско учење, папа Андријан (772—795) позива се на историјску погрешку по којој је цар Константин предао папи Силвестру део франачке државе; отуда и појава понтификове (папине) државе. У римској катедрали, 800. године, Карло Велики прима царску круну из руке папе Лава III. Ово је био поступак од историјске важности: њиме се установљује „хришћанско западно царство“. Доцније, папе ће стално понављати овај гест. Да би доказао „универзални примат“ Римске цркве, папа Никола I (858—867) измишља апокрифну колекцију древних папских одлука (Лажне декреталије), издатих половином 9. вијека. У таквој атмосфери јавља се Фотијева „шизма“ (Фотије, око 820—895, кога 863. папа није признао као патријарха константинопољског). Помјесни сабор (867) осуђује папу, а Други помјесни сабор (869—870), под утицајем цара Василија Македонца, осуђује Фотија.

### Историја Католичке цркве

#### Велики раскол (1054)
У атмосфери међусобних спорова источне и западне цркве, 1052. године патријарх Михаило Керуларије започиње нападе против цркава латинског обреда у Цариграду. Дана 16. јула 1054, папски легати на челу са кардиналом Хумбертом, пошто нису примљени од патријарха, у име папе Лава IX (мртвог већ неколико мјесеци), на олтар Свете Софије полажу булу екскомуницирања против патријарха Михаила. Са своје стране, патријарх екскомуницира папске делегате. На крају, папа Гргур VII (1073—1085), који уводи систем конклаве кардинала-бискупа за избор папе, објављује „Dictatus papae рарае“, декрете којима дефинитивно намеће теорију папске власти, укључивши право папе да збацује поглаваре држава. Тиме се завршава једно од великих поглавља у развоју западне хришћанске цркве и почиње ера развоја данашњег католицизма.

#### Крсташки ратови и схоластика
Почетком другог миленијума западно хришћанство (или потоњи католицизам) улази у своју схоластичку епоху, у којој се теологија своди на рационализам вере и систематизовање доктрине по методама филозофије. У овом периоду значајни оци Латинске католичке цркве јесу: Анселмо Кентерберијски (1033—1109), назван „оцем схоластике“, који теологију сматра за fides querens intellectum и формулише онтолошки доказ да би доказао егзистенцију Бога (у Proslogium), аутор расправе Cur Deus Ното?; Абелард (1097—1142), аутор колекције Summae Sententiorum, Sic et Non Петар Ломбард, професор и епископ париски (+1160), који 1150. године објављује четири књиге изрека, једно од класичних представљања католичке доктрине у средњем веку; Бернард Клервовски (1091—1153) и Тома Аквински (1225—1274), италијански доминиканац, професор на париском универзитету, оснивач схоластике, канонизован као doctorus angelicus. Албертов ученик (1206—1280), тумач Аристотела, Тома од 1266. до 1272. издаје Summa theologica, најграндиозније схоластичко представљање хришћанства, користећи се концептуалном структуром Аристотелове филозофије. И поред тога што ће против томистичког интелектуализма устати теолози фрањевачке школе, августиновске и плотиновске инспирације — као Бонавентура (1221—1274), Јован Дунс Скот (1266—1308) и Гиљом ди Окам (1275—1347) — схоластичка томистичка метода наметнуће се као обавезна по цијелом католицизму, средњовјековном и савременом.

#### Екуменски концили и унијаћење
Историја католицизма обиљежена је у овом периоду низом екуменских концила који обзнањују не само дисциплинске каноне него и декрете доктринарног карактера. Тако се Четврти латерански концил (1215), на коме је доминирао папа Иноћентије II (који 1209. започиње крсташки рат против катара), изјашњава за доктрину „транссупстанцијације“ у погледу Тајне Евхаристије и за „analogia ontis“ што се тиче сличности твари и Творца. Сазван је да би се ставио крај папској шизми (1378—1417) — три папе су се свађале око папске тијаре: Григорије IX у Риму, Бенедикт XII у Авињону и Јован XXII у Пизи — сабор у Констанци (1414—1417) осуђује 1415. чешког реформатора Јана Хуса (1369—1415) и намеће „концилијаризам“, изабравши новог папу, Мартина V (1417—1431). Теорију о супериорности сабора над папом нарочито је подржавао галикански теолог Пјер Даили (1350—1420) и Жан Жерсон (1363—1429). Сабор у Ферари-Фиренци (1438—1445), под утицајем византијског цара Јована Палеолога, покушава да оствари сједињење Православне са Латинском католичком црквом, али не успијева; међутим, ипак прокламује доктрину о „Седам тајни“. Вриједно је забиљежити у овом периоду заштиту вјере силом канонског права. Збирке канонских текстова круже са нормативном вриједношћу: Грацијанов декрет (1140), „Liber xtra“ Григорија IX (1234), „Liber sextus“ Бонифација VIII (1298), Клементине објављене 1317. (све су биле преписане у „Codex juris canonici“, промулгиране од папе Бенедикта XV 1917).

#### Инквизиција
Инквизиција (лат. inquisitio — ислеђивање) је била установа, током средњег вијека у Католичкој цркви чији је задатак био да ислеђује, суди и кажњава људе које је Црква сматрала јеретицима. Почетак рада инквизиције везује се за личност папе Гргура IX (1227—1241). Најзлогласнија је била Шпанска инквизиција.

#### Контрареформација
Протестантска реформација затиче средњовјековни католицизам у пуној кризи. У сучељавању са протестантизмом, католицизам посеже за свим средствима да би одржао диктатуру папе и Римске курије. Дана 15. јуна 1520, папа Лав Х објављује булу „Exeurge Domino“ којом осуђује доктрину Мартина Лутера (1483—1546), августинског калуђера, професора егзегезе са универзитета у Витенбергу, који је 31. октобра 1517. објавио 95 теза против индулгенција, запаливши тако протесте против злоупотреба католицизма. Под утицајем великог хуманисте Еразма Ротердамског (1446—1536), Лутер - који је имао сусрет у Аугсбургу (октобар 1518) са доминиканцем Томасом де Вио Кајетаном (1459—1534), коментатором Томе Аквинског, као и Филипом Меланхтоном (1497—1560), који је сачинио „Аугсбуршко исповедање“ (1530) које је и Лутер прихватио — продужује борбу за реформу Католичке цркве. Године 1540. папа Павле III потврђује „Исусову компанију“ — организацију језуита коју је 1491. године основао шпански официр Игнације Лојола — и повјерава јој дужност да се у име католика бори против протестантске јереси. Тиме почиње „контрареформа“. Ради ловљења јеретика већ је постојала инквизиција, суд основан 1236. године од папе Григорија IX и повјерен реду браће проповједника (доминиканаца), који је основао Доминик де Гузман (1170—1221).
Међутим, најжешћи сукоб са новим протестантским доктринама одвија се на Тридентском сабору, сазиваном у три наврата: 1545—1549, 1551—1552. и 1562—1563. под Павлом III (+1549) и Јулијем III. Сабор преузима сва велика поглавља догматике (Писмо и Традиција, вера и дела, Седам тајни, „транссупстанцијација“, Евхаристија као жртва, хиротонија као тајна, узвишеност папе над сабором итд.), којима даје схоластичку, класичну формулацију. Папске тезе су строго брањене и чуване. Тридентски католицизам, који је у ствари антипротестантски католицизам пренет у концепцију томизма, постаје обавезан; године 1564. формира се Конгрегација кардинала задужених да бдију над исправним тумачењем саборских аката, док 1566. године папа Пије V штампа познати „Катихизис Тридентског сабора“. Један од језуитских теолога који се одлучно супротстављао реформацији у то вријеме био је Роберт Белармин (1542—1621). Године 1622. папа Григорије XV ствара конгрегацију „De Propaganda fide“, најважнији мисионарски организам, који у жижи има невернике (ifideli), али и хришћане дисиденте, шизматике. (Ову је конгрегацију реорганизовао папа Павле VI под именом „Congregatio pro Gentium Evangelisatione seu de Propaganda Fide“, конституцијом „Regimini Ecclesiae“, 15. јула 1967).

#### Нововековни изазови
Ако је током 18. вијека католицизам суочен са јансенизмом (теолошки покрет који је негирао слободну вољу; основао га је почетком 17. вијека Корнелиус Јансениус, епископ од Ypres-a), у 19. вијеку католицизам се сучељава са кризом модернизма, изазваном сукобом између вјере и научног модерног духа. Иако су познати писци и теолози настојали да Црква држи корак са идејама епохе (Lammenitas 1782—1854. и Lacordaire 1802—1861), ипак 1864. године папа Пије IX (1846—1878) издаје енциклику „Quanta Cura“ у коју додаје „Sillabus“, списак савремених осуђених јереси. Исти папа 1854. године предлаже као догмат вјере учење о непорочном зачећу Дјеве Марије, те је тиме изазвао расправу о непогрешивости папе.

#### Латерански споразум
У намери да реши Римско питање, које је било отворено још од 1870. године, Католичка црква је 1929. године склопила посебан Латерански споразум са тадашњом Фашистичком Италијом, на челу са Бенитом Мусолинијем. Овим споразумом створена је независна држава Ватикан, а Мусолини се обавезао да папи пружи финансијску и сваку другу помоћ у замену за јавну подршку Католичке цркве његовом фашистичком режиму. Споразум је наком Другог светског рата био изложен честим критикама од стране либералног дела италијанске и светске јавности, првенствено због тога што је био дело фашистичког диктатора Мусолинија, који се као творац Латеранског споразума сматра суоснивачем државе Ватикана.

## Организација
Највишу власт у Католичкој цркви врши папа. Савјетодавни органи папе су Колегијум кардинала и Синод бискупа.
Административни апарат Католичке цркве се назива Римска курија, у чији састав улазе конгрегације, судови и друге институције. Бискупска катедра папе заједно с Римском куријом чини Свету столицу, која се налази у независној држави Ватикан. Света столица је субјект међународног права.

### Структура
Католичка црква се састоји из Латинске католичке цркве и источних католичких цркава, које исповиједају један од источних литургијских обреда и имају статус Sui iuris (свог права). Такав статус се огледа у томе што те цркве имају сопствену јерархијску структуру и канонско право, али се налазе у јединству с папом. Највеће источне католичке цркве предводе патријарси или врховни архиепископи. Источни патријарси и врховни архиепископи су равни кардиналима-бискупима латинског обреда и налазе се у католичкој јерархији одмах послије папе.
Католичка црква се састоји из 23 засебне цркве — Западне цркве и 22 источне католичке цркве. На челу Западне цркве и цијеле Католичке цркве се налази римски бискуп — папа. Он има над Црквом апсолутну власт. При управљању Црквом помажу му надлештва Римске курије. Исту власт имају и сви бискупи сазвани на екуменском сабору.
Основна територијална јединица је бискупија (бискупије се код источних католичких цркава називају епархије), на челу које стоји бискуп. Бискуп у својој бискупији има углавном сву власт, ограничену једино црквеним правом и папском влашћу. Неке важније бискупије носе историјски назив надбискупије. У источним католичким црквама постоје и егзархати. Бискупијама су такође равне и друге организационе јединице:
- апостолски викаријат
- апостолска префектура
- апостолска администратура
- војни ординаријат
- територијална прелатура
- територијална опатија

Неколико бискупија (и надбискупија) могу чинити метрополију или црквену провинцију. Центар метрополије обавезно се подудара с центром надбискупије, тако да је сваки метрополит у Католичкој цркви обавезно и надбискуп. У неким земљама, метрополије су обједињене у црквене регионе. Бискупи већине земаља су обједињени у бискупске конференције, које имају надлежности у вези са организацијом црквеног живота у земљи.
Бискупије се састоје из жупа, на чијем челу се налазе жупници, потчињени бискупу. Жупнику могу помагати други свештеници који се називају викарним. Некада се жупе даље обједињују у деканате.
Посебну улогу у Католичкој цркви имају монашки редови и конгрегације, а такође и друштва апостолског живота. Ти институти имају сопствене статуте (које потврђује папа), а њихова територијална организација не поклапа се увијек с црквеним бискупским устројством. Мјесне јединице монашких редова и конгрегација су некада потчињене надлежном бискупу, а некада непосредно папи. Неки редови и конгрегације имају јединственог поглавара (генерала монашког реда) и јасну јерархијску структуру.

### Свештенство
Свештеници, односно припадници клера, могу бити само мушкарци. Постоје двије врсте свештенства: бијело (свештеници који служе по храмовима) и црно свештенство (монаштво). Свештенство се дијели у три степена: ђаконски, презвитерски и бискупски.
Црквенослужитељи (служитељи Цркве који нису посвећени у чин светом тајном свештенства) имају два степена — аколити и чтеци — и не припадају свештенству. До Другог ватиканског концила у саставу свештенства су се налазили и црквенослужитељи.
Сав клер се дијели на више чинове (лат. ordines maiores) — бискупе, презвитере, ђаконе и подђаконе, и мале чинове (лат. ordines minores) — остиаријусе, појце, чтеце, екзорцисте и аколите.
Целибат је обавезан за свештенике и бискупе латинског обреда, тј. у Римокатоличкој цркви. У 20. вијеку је васпостављен институт сталног ђаконата; за сталне ђаконе целибат није обавезан, али ожењени ђакони не могу постати свештеници. У источним обредима, целибат је обавезан само за епископе (бискупе).
Основа морала католичких верника су Десет Божјих заповести, које су допуњене новозаветним учењима Исуса Христа, и тумаче се у складу са традицијом католичке хијерархије. Основна молитва католика је Оче наш, за коју се сматра да ју је људима оставио сам Исус Христос и у њој је сажета основа хришћанске вере. Најзаступљенији облик молитве, посебно у источнијим крајевима, је бројаница. Став Католичке Цркве од 1869. године је, да људски живот почиње зачећем те га треба поштовати и најбрижније штитити од зачећа до природне смрти. Онај који својевољно и свесно суделује у абортусу, аутоматски је изопштен из Католичке цркве и ако жели поновно постати члан цркве мора тражити поновно примање. Према црквеном канонском праву, свештеник има право ускратити примање причести онима који активно суделују у абортусима. На Другом ватиканском сабору побачај и убиство деце прозвани су „нечувеним злочинима“. Папа Јован Павле II много је пута изразио противљење абортусу. О њему је писао и у енциклици Evangelium Vitae, где га назива смртним грехом. Мајка Тереза на говору приликом доделе Нобелове награде за мир 1979. године изјавила је, да „највећи уништавач мира данас је крик невиног, нерођеног детета. Кад једна мајка може у свом крилу убити своје властито дете, који онда гори злочин још постоји од онога да ми почнемо сами једни друге убијати?“. У јулу 2006. Конгрегација за науку вере успротивила се кориштењу ћелија из ткива абортиране деце за производњу вакцина, што су чиниле поједине фармацеутске фирме. Остале хришћанске верске заједнице углавном се противе абортусу.